# Ohne ein Morgen
Ohne ein Morgen ist ein 1939 gedrehtes, französisches Filmmelodram von Max Ophüls mit Edwige Feuillère in der Hauptrolle.

## Handlung
Evelyne Morin, die als Animiermädchen in einem schäbigen Pariser Kabarett arbeitet, hat schon bessere Zeiten erlebt. Eines Tages taucht ihr achtjähriger Sohn Pierre bei ihr auf, da man ihn wieder einmal aus einem Internat geworfen hat. Evelyn ist ratlos, was sie nun tun soll: Sie kann den Jungen, angesichts ihres Lebenswandels, unmöglich bei sich aufnehmen. Am darauf folgenden Abend trifft sie zufällig auf der Straße ihren ehemaligen Geliebten Georges Brandon, einen Kanadier, wieder. Ihn hätte sie vor rund zehn Jahren beinahe geheiratet. Georges liebt Evelyne noch immer und bittet die Frau um ein Rendezvous. Georges‘ Absichten sind ehrbar, er möchte sie mit sich in seine kanadische Heimat nehmen.
Freudig willigt die Stripperin ein, verheimlicht ihrem einstigen Liebhaber aber ihre wahren Lebensumstände und ihre Vergangenheit, da sie befürchtet, dass er dann sein Angebot rückgängig machen könnte. Stattdessen schmiedet Evelyne einen Plan, an dessen Ende die Versorgung ihres Jungen durch Georges stehen soll. Sie entwirft für ihn eine Scheinwelt, mietet ein teures Appartement an, spielt die Rolle einer Grande Dame und kann schließlich erreichen, dass sich Georges um ihren Jungen kümmert. Dafür ist sie sogar bereit, auf ihr eigenes Lebens- und Liebesglück zu verzichten. Denn für sie gäbe es, so meint Evelyne, kein Morgen, zumal der schmierige Erpresser Paul Mazuraud ihr ordentlich zusetzt. Und so reist Georges schließlich allein mit Pierre nach Kanada ab.

## Produktionsnotizen
Ohne ein Morgen war Ophüls‘ letzter vor Kriegsausbruch 1939 inszenierter Film. Er gilt, trotz Anleihen beim „poetischen Realismus“ und einem für den französischen Vorkriegsfilm typischen Hang zum Fatalismus, als Nebenwerk des Saarbrückers.
Wie schon bei den meisten anderen seiner (vor allem französischen) Inszenierungen seit 1933 scharte Ophüls eine Fülle von Mitemigranten um sich: Sämtliche Drehbuchautoren waren deutscher Herkunft (und schrieben zum Teil unter französischen Pseudonymen wie Jean Villeme und Jean Jacot); lediglich die Dialoge besorgte der Franzose André-Paul Antoine. Gregor Rabinowitsch produzierte den Film, Eugen Schüfftan stand hinter der Kamera und Allan Gray komponierte die Musik. Als einziger Franzose in einer zentralen Position hinter der Kamera war der Filmarchitekt Max Douy, der (gemeinsam mit dem Exilrussen Eugène Lourié) die Filmbauten entwarf. Henri Alekan war einer von insgesamt vier einfachen Kameraleuten, die Chefkameramann Schüfftan zuarbeiteten.
Die Welturaufführung fand in Paris am 22. März 1940 statt. Die deutsch synchronisierte Erstausstrahlung des Films war am 17. April 1979 im ZDF.

## Kritiken
„Ein von Max Ophüls nach seiner Emigration in Frankreich gedrehter Film; in atemlosem Duktus überspielt die kultivierte Inszenierung die Schwächen der mitunter flau konstruierten Schicksalsmär.“

„Der Film: eine Verheißung. Einen Groschenroman verwandelt Ophüls in ein Werk voller Nuancen und dramaturgischer Halbtonschritte, dazu angetan, Gefühle in gleichem Maße anzudeuten wie zu verbergen. Paris, Montmartre, das Etablissement La Sirène, die rue Custine im Atelier errichtet. Eine Frau, als Animierdame arbeitend, begegnet ihrem einstigen Geliebten, dem sie mit allen Mitteln das Leben verheimlichen will, das sie zu führen gezwungen ist. Eine Lebenslüge im Sinn des Wortes, die im Nebel und Nirgendwo endet. Weiche Schatten, diffuses Schimmern und das Weiß des Antlitzes von Edwige Feuillère. Das Licht ist irisierend, gebrochen, fließend, so beweglich wie die Kamera und allem voran ein Mittel, mit dem der Regisseur modellieren kann – die Gesichter von Landschaften, die Tiefe der Räume, die oft vage, mehrdeutig, gleichsam mobil erscheinen.“

Das „Dictionnaire du cinèma“ sah in Ophüls‘ späten Arbeiten unmittelbar vor Kriegsausbruch wie Werther, Ohne ein Morgen und Von Mayerling bis Sarajewo einige Tendenzen zur Melancholie.